# Purwokerto
Purwokerto – miasto w Indonezji na wyspie Jawa w prowincji Jawa Środkowa u podnóża wulkanu Slamet; 217 tys. mieszkańców (2005).
Ośrodek regionu rolniczego, uprawa kauczukowca, herbaty, kawy, indygowca; drobny przemysł na użytek lokalny; uniwersytet (Universitas Jenderal Soedirman zał. 1963).
Prawa miejskie w 1936 r.